# Folpert van der Lede
Folpert van der Lede (Latijn: Walpertus of Volpertus de Leda) (ca. 1175 - 1212) was heer van der Lede (1207-1212) en heer van Asperen (1204-1212).
Hij was een zoon van Herbaren I van der Lede. Folpert komt voor het eerst in geschrifte voor in 1204, waar in hij samen met zijn broer Floris Herbaren van der Lede (Florentinus de Leda) een kasteel te Asperen krijgt toegewezen. De gebroeders steunen vervolgens de gravin Ada van Holland tijdens de Loonse Oorlog, het kasteel in Asperen wordt tijdens deze oorlog verwoest. Als in 1207 de vrede wordt getekend, wordt Floris Herbaren alsnog door huurlingen omgebracht.
Folpert of Walpertus, zoals hij door kroniekschrijvers ook wel wordt genoemd, neemt het regentschap vervolgens op zich. Hij koestert een wrok tegen de nieuwe graaf van Holland, en laat dit merken door diverse plundertochten te houden op Hollands grondgebied. Folpert wordt in 1212 opgepakt voor zijn wandaden en vervolgens onthoofd. Hij werd opgevolgd door zijn neef Herbaren II van der Lede.